# 朱謀壠
建安惠和王朱謀壠（1559年3月2日—1620年3月18日），號愷軒，明朝寧藩第五代建安王，建安康懿王朱多㸅的嫡長子。

## 生平
嘉靖三十八年二月初四日（1559年3月2日）生。隆慶二年（1568年），封建安王長孫。萬曆二年（1574年），改封建安王長子。萬曆二十九年（1601年），建安康懿王朱多㸅去世。萬曆三十一年（1603年）五月，朱謀壠襲封建安王。
萬曆四十八年二月十五日（1620年3月18日），朱謀壠去世，享年六十二岁，諡惠和。三年後，庶長子朱統鐶襲爵。

## 家庭

### 妻
- 王氏（1561年－1621年）[1]，初冊為建安王長子夫人，萬曆三十一年（1603年）五月冊為建安王妃[3]。

### 子
- 庶長子：鎮國將軍→建安王長子→建安王朱統鐶
- 庶第二子：鎮國將軍朱統鑰（1594年－1653年）
- 庶第三子：鎮國將軍朱統鋚（1597年－1662年）
- 庶第四子：鎮國將軍朱統鋝（1608年－1667年）
- 庶第五子：鎮國將軍朱統⿰金匿（－1684年）
- 庶第六子：鎮國將軍朱統⿱皛金（－1685年）[4]